# Bissibi
Bissibi est une petite ville du Togo située dans la Préfecture de Bassar, dans la région de la Kara

## Géographie
Bissibi est situé à environ 43 km de Kara,

## Vie économique
- Coopérative paysanne

## Lieux publics
- École primaire